# Горюшкін-Сорокопудов Іван Силович
Іван Силович Горюшкін-Сорокопудов (рос. Иван Силыч Горюшкин-Сорокопудов; нар. 5 листопада 1873, Нащі — пом. 29 грудня 1954, Івановка) — російський художник і педагог. Заслужений діяч мистецтв РРФСР з 1943 року.

## Біографія
Народився 5 листопада (в деяких джерелах 27 листопада) 1873 року в селі Нащах Тамбовської губернії Російської імперії (нині Сасовський район Рязанської області, Росія) в сім'ї бурлака Горюшкіна. Коли йому виповнилося шість років, його батько потонув і хлопчик став вести безпритульний спосіб життя. Через кілька років був відданий на виховання далеким родичам — саратівським міщанам Сорокопудовим — звідси й подвійне прізвище. Жив спочатку у Саратові, потім у Астрахані. Підробляв у купця Кузьміна, «хлопчиком при буфеті» на волзьких пароплавах.
Упродовж 1893—1894 років навчався живопису в Астрахані у Петра Власова. У 1895 році вступив до Вищого художнього училища при Петербурзькій академії мистецтв, а через два роки — і в саму Академію, де навчався у Павла Ковалевського, Іллі Рєпіна, Василя Мате. 1902 року отримав звання художника за картину «На концерті у Павловську» і етюд «Углицька справа. 1591 рік» (обидві роботи зберігаються у Пензенській картинній галереї).
У 1908 році залишив Санкт-Петербург і поселився у невеликій садибі поблизу Пензи. Став поєднувати творчість з викладанням у Пензенському художньому училищі (1908—1930 і 1930—1954). 1911 року відвідав Францію, Італію, Голандію. З встановленням радянської влади, у 1920-х роках став одним із організаторів філій Асоціації художників революційної Росії і Організації молоді асоціації художників революції в Пензі. Протягом 1942—1947 років очолював Пензенське художнє училище. Серед учнів: Олександр Баринов-Єльцов, Іван Галаганов, Ніна Ган, Олексій Жирадков, Зінаїда Зацепіна, Анатолій Казанцев, Іван Крупський, Галина Новохрещенова, Федір Самусєв, Володимир Селезньов.
Помер 29 грудня 1954 у селі Івановці (нині Бековський район Пензенської області, Росія). Похований в Пензі на Митрофанівському кладовищі.

## Творчість
Працював у галузях станкового живопису і станкової графіки. Автор історичних і жанрових картин, портретів, пейзажів.

### Дореволюційний період
- «Скрипаль. Мрії» (1902, олія; Державний музей мистецтв Узбекистану);
- «Портрет матері» (1904, олія, Пензенська обласна картинна галерея);
- «Портрет дружини» (1904, олія, Пензенська обласна картинна галерея);
- «Барикади. 1905 рік» (1905, пастель; Державний центральний музей сучасної історії Росії);
- «Розгром барської садиби» (1905, олія, Державний центральний музей сучасної історії Росії);
- «Портрет Павла Власова» (1905, вугілля, крейда; Астраханська картинна галерея);
- «Шліссельбурзька в'язниця» (1906);
- «Навщо тут хрест мій?» (1906);
- «Портрет А. Протасової» (1906);
- «Плач Ярославни» (1907, олія; 2-га премія Товариства заохочення мистецтв, 1908; Астраханська картинна галерея;
- «Чоловічий портрет» (1907);
- «Біля монастиря» (олія, Астраханська картинна галерея);
- «Різдвяна молитва язичницької мордви до богині Анге-Патай» (1909);
- «Зима» (1909, олія, Пензенська обласна картинна галерея);
- «Хвора дочка» (1909, олія, Пензенська обласна картинна галерея);
- «Базарний день у старому місті» (олія, Пензенська обласна картинна галерея);
- «Під сонцем» (1910);
- «Князь Ігор» (1910);
- «Ігуменя на молитві» (1910);
- «Із культу минулого» (1910);
- «На двінниці» (1912);
- «Човни на причалі» (1910-ті, автолітографія);
- «Горе» (1910-ті, офорт);
- «Мрії» (1910-ті, офорт);
- «Автопортрет» (1910-ті, олія);
- «Портрет В. Д. Щоткіної» (у середньовічному вбранні, 1910-ті, темпера; Пензенська обласна картинна галерея);
- «Портрет Костянтина Клодта» (1912, пастель, картон; Пензенська обласна картинна галерея);
- «Портрет Архипа Куїнджі» (1912, офорт; Пензенська обласна картинна галерея);
- «Подвиг сестри милосердя» (1914—1916);
- «Портрет Н. В. Мансирєвої» (1915, темпера; Пензенська обласна картинна галерея);
- «Полонених привезли» (1916, гуаш; Пензенська обласна картинна галерея).

Малював для журналів «Гамаюн» (приймав активну участь у його виданні у 1905 році) і «Нива» (1908, 1910, 1911).
Брав участь у виставках з 1897 року (Петербурзької академії мистецтв, Товариства російських акварелістів, Московського товариства любителів мистецтв та інших).

### Радянський період
Наприкінці 1920-х—1930-х роках створив низку творів присвячених Володимиру Леніну: «Революція» (гуаш), «Володимир Ленін — вождь» (вугілля, пастель), «Володимир Ленін на трибуні» («Виступ Володимира Леніна» — гуаш; варіант — пастель), «Похорони Володимира Леніна» (олія, не закінчена) — всі у Пензенській обласній картинній галереї, варіант останньої — у Самарському обласному художньому музеї.
портрети
- художника Федота Сичкова (1934, вугілля, крейда, Мордовський республіканський музей образотворчих мистецтв імені Степана Ерьзі; варіант — олія, Пензенська обласна картинна галерея);
- автопортрет (олія, Астраханська картинна галерея);
- «Таня» (1938);
- Г. С. Подольської (1939, олія);

картини
- «На Москва-річці. XVII століття» (темпера, Ростовський обласний музей образотворчих мистецтв);
- «Дзвони, що впали» (1930-ті);
- «Привіз арештантів» (1932, Пензенська обласна картинна галерея);
- «Сцена із XVII століття» (1934, Пензенська обласна картинна галерея).

Написав багато пейзажів Пензи та її околиць (1930-ті—1950-ті, олія, гуаш; частина зберігається у Пензенській обласній картинній галереї; «Село Івановка» — 1946; Іркутський обласний художній музей), а також архітектурні пейзажі Ростова Великого (1930-ті).
Виставки його робіт відбулися у Пензі у 1956 і 1973 роках, Москві у 1964 році, Горькому у 1969 році.
Крім вище згаданих музеїв його роботи зберігаються у Державній Третьяковській галереї, Державному Російському музеї, Омському художньому музеї, Далекосхідному художньому музеї у Хабаровську.
Написав спогади «Роки навчання у Рєпіна» (Художній спадок. Рєпін. Том 2. Москва—Ленінград. 1949) і про свою роботу в Пензі у 19290-ті роки («Художник», Москва, 1963, № 10).

## У мистецтві

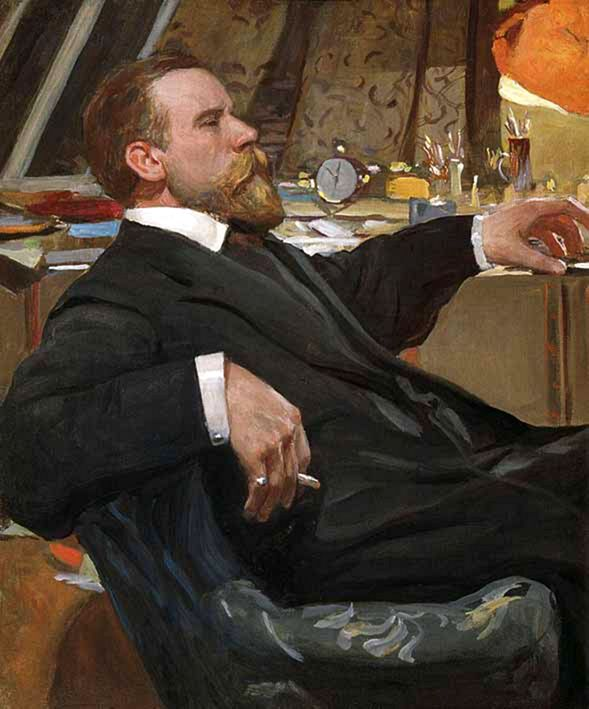
Портрет роботи О. Вахрамєєва.

Портрети Івана Горюшкіна-Сорокопудова виконали
- Олександр Вахрамєєв (1900-ті, олія, Пензенська обласна картинна галерея);
- Федот Сичков (1934, пастель; Пензенська обласна картинна галерея);
- Олексій Вавілін (1945, олія; Пензенська обласна картинна галерея);
- Ганна Головчанська (1957, олія).